# Condado de Garzê
Garzê (en tibetano: དཀར་མཛེས, wylie: dkar-mdzes, ZWPY: Garzê) en su forma china de Ganzi (en chino, 甘孜; pinyin, Gānzī) es un condado bajo la administración directa de la Prefectura Garze. Se ubica al oeste de la provincia de Sichuan, en el corazón geográfico de la República Popular China. Su área es de 6860 km² y su población total para 2010 superó los 68 mil habitantes,

## Administración
El condado de Garzê se dividen en 1 poblado y 23 villas:
Poblados: Garzê (capital local)
Villas: gālā, sèxī dǐ, nán duō, shēng kāng, gòng lóng, zhākē, láimǎ, xīsè, kǎgōng, rénguǒ, tuōbà , sī é , tíng kǎ, xiàxióng , sì tōngdá, duó duō, ní kē, chá zhā, dà dé , kǎ lóng y chá lóng.

## Clima
Debido a su elevación, el condado tiene un clima monzónico influenciado con continental húmedo, con inviernos fríos pero secos, y veranos cálidos con lluvias frecuentes. La temperatura mensual oscila entre -4.4 °C en enero a 13,9 °C  en julio, mientras que la media anual es de 5,64 °C. Más de dos tercios de la precipitación anual de 660 mm se produce a partir de junio a septiembre. El condado recibe 2620 horas de sol al año. La variación de la temperatura diurna es grande, con un promedio de 14,5 °C por año.
| Parámetros climáticos promedio de Garzê (1971−2000) | Parámetros climáticos promedio de Garzê (1971−2000) | Parámetros climáticos promedio de Garzê (1971−2000) | Parámetros climáticos promedio de Garzê (1971−2000) | Parámetros climáticos promedio de Garzê (1971−2000) | Parámetros climáticos promedio de Garzê (1971−2000) | Parámetros climáticos promedio de Garzê (1971−2000) | Parámetros climáticos promedio de Garzê (1971−2000) | Parámetros climáticos promedio de Garzê (1971−2000) | Parámetros climáticos promedio de Garzê (1971−2000) | Parámetros climáticos promedio de Garzê (1971−2000) | Parámetros climáticos promedio de Garzê (1971−2000) | Parámetros climáticos promedio de Garzê (1971−2000) | Parámetros climáticos promedio de Garzê (1971−2000) |
| Mes                                                 | Ene.                                                | Feb.                                                | Mar.                                                | Abr.                                                | May.                                                | Jun.                                                | Jul.                                                | Ago.                                                | Sep.                                                | Oct.                                                | Nov.                                                | Dic.                                                | Anual                                               |
| --------------------------------------------------- | --------------------------------------------------- | --------------------------------------------------- | --------------------------------------------------- | --------------------------------------------------- | --------------------------------------------------- | --------------------------------------------------- | --------------------------------------------------- | --------------------------------------------------- | --------------------------------------------------- | --------------------------------------------------- | --------------------------------------------------- | --------------------------------------------------- | --------------------------------------------------- |
| Temp. máx. media (°C)                               | 5.1                                                 | 7.6                                                 | 11.2                                                | 14.6                                                | 18.2                                                | 20.2                                                | 21.0                                                | 21.0                                                | 18.7                                                | 14.9                                                | 9.9                                                 | 5.5                                                 | 14                                                  |
| Temp. mín. media (°C)                               | −11.5                                               | −8.0                                                | −3.8                                                | −0.4                                                | 3.9                                                 | 7.3                                                 | 8.4                                                 | 7.6                                                 | 5.9                                                 | 1.2                                                 | −6.0                                                | −10.9                                               | −0.52                                               |
| Precipitación total (mm)                            | 5.1                                                 | 8.5                                                 | 19.5                                                | 34.7                                                | 79.2                                                | 133.4                                               | 116.7                                               | 94.1                                                | 109.5                                               | 46.0                                                | 8.6                                                 | 4.5                                                 | 659.8                                               |
| Días de precipitaciones (≥ 0.1 mm)                  | 3.9                                                 | 5.9                                                 | 8.8                                                 | 12.3                                                | 17.8                                                | 22.1                                                | 21.6                                                | 18.6                                                | 19.2                                                | 13.0                                                | 4.7                                                 | 3.0                                                 | 150.9                                               |
| Horas de sol                                        | 220.5                                               | 202.7                                               | 221.4                                               | 223.5                                               | 235.7                                               | 212.7                                               | 211.7                                               | 208.0                                               | 198.3                                               | 220.7                                               | 232.7                                               | 232.4                                               | 2620.3                                              |
| Humedad relativa (%)                                | 45                                                  | 45                                                  | 48                                                  | 53                                                  | 57                                                  | 67                                                  | 72                                                  | 71                                                  | 72                                                  | 65                                                  | 53                                                  | 49                                                  | 58.1                                                |
| Fuente: China Meteorological Administration         |                                                     |                                                     |                                                     |                                                     |                                                     |                                                     |                                                     |                                                     |                                                     |                                                     |                                                     |                                                     |                                                     |